# Kenneth Hagin

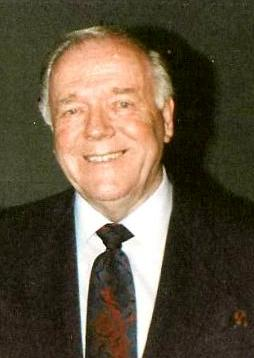
Kenneth Hagin

Kenneth Erwin Hagin (McKinney (Texas), 20 augustus 1917 - Tulsa (Oklahoma), 19 september 2003) was een Amerikaanse prediker uit de pinksterbeweging. Hij wordt gezien als de ‘geestelijk’ vader van de Woord van Geloof-beweging. Door zijn volgelingen wordt hij vaak aangeduid als 'papa' Hagin.

## Levensloop
Volgens Hagins eigen getuigenis leed hij als kind aan een vervormd hart, en zou hij een bloedziekte hebben. Hij was tot zijn vijftiende levensjaar bedlegerig. Op 22 april 1933 onderging hij zijn bekeringservaring. Hij is in een tijdsbestek van tien minuten driemaal gestorven (uit zijn lichaam getreden), en zag iedere keer de poort van de hel, maar kwam steeds weer tot leven. De derde keer vroeg hij om vergeving van zijn zonden. Hagin claimt ook dat hij in 1934 door een openbaring van God opstond van het sterfbed.
Twee jaar later hield hij zijn eerste preek in een kleine kerk bij hem in de buurt.
In de twaalf jaar die daarop volgde zou hij in Texas aan vijf kerken van de Assemblies of God leiding geven. In 1949 begon hij zijn eigen bediening als Bijbelleraar en evangelist. In die tijd was hij ook lid van de Full Gospel Business Men's Fellowship International, en van de Voice of Healing-revival met o.a. Oral Roberts en Thomas Lee Osborn.
In 1963 richtte hij de Kenneth E. Hagin Evangelistic Association op, en het kantoor werd gevestigd in Tulsa, Oklahoma. In 1967 begon hij zijn eigen radioprogramma Faith Seminar of the Air. Vandaag de dag heeft de organisatie een eigen drukkerij met 65 miljoen drukken per jaar, een televisieprogramma op Trinity Broadcasting Network, een magazine met een oplage van 250.000, een eigen Bijbelschool, een healing center, en worden er jaarlijks verschillende evangelisatiecampagnes georganiseerd.
Hagin wordt door zijn volgelingen gezien als een dynamisch prediker, en een profeet. Hij spreekt met name over gebedsgenezing, en hangt de zogeheten voorspoedleer aan. Zijn Bijbeluitleg focust zich op het belang van geloof en het overwinningsleven van een christen. Zijn favoriete Bijbeltekst is Marcus 11:23: Ik verzeker jullie: als iemand tegen die berg zegt: “Kom van je plaats en stort je in zee”, en niet twijfelt in zijn hart, maar gelooft dat gebeuren zal wat hij zegt, dan zal het ook gebeuren.”

## Kritiek
Critici van Hagin, onder wie een groot aantal christenen afkomstig uit de charismatische beweging zien zijn uitspraken als sektarisch en niet in overeenstemming met de leer van de christelijke orthodoxie.
In 1983 brachten twee studenten van de Oral Roberts University aan het licht dat Hagin veel van zijn theologie letterlijk heeft overgenomen uit de boeken van andere auteurs. Zo kwam aan het licht dat Hagin plagiaat had gepleegd door woord voor woord teksten te kopiëren uit de boeken van de evangelist E. W. Kenyon.
Hagin verwierp de aantijgingen met het argument dat het niet zo gek was dat hij letterlijk dingen zou hebben overgenomen, want als mensen namens God over hetzelfde onderwerp spreken "dan is het niet raar dat God hun dezelfde woorden ingeeft, want het is dezelfde Geest die hen leidt en wijst".